# 4NCL
4 NCL és l'acrònim en anglès de Four Nations Chess League (Lliga d'Escacs Quatre Nacions), on les quatre nacions són Anglaterra, Escòcia, Gal·les i Irlanda. No obstant això, la lliga és realment internacional, amb jugadors de 27 països diferents.
És la lliga d'escacs més famosa del Regne Unit, i funciona com un ens independent en forma d'empresa limitada fora del control dels òrgans de govern dels escacs de les nacions implicades.
La 4NCL es pot descriure com un torneig prestigiós per equips, jugat anualment, durant diversos caps de setmana (d'octubre a maig), en diverses seus, principalment al sud i al centre d'Anglaterra. Segueix les bases d'una lliga, amb quatre divisions i uns 600 jugadors. Com a torneig, és comparable a la lliga francesa i a la Bundesliga d'escacs.
No s'ofereix cap premi en metàl·lic, però els equips punters atrauen patrocinadors externs i això ocasionalment els permet contractar els serveis de Grans Mestres d'elit, bàsicament per al final de temporada. Jugadors de la talla de Michael Adams, Nigel Short, Víktor Kortxnoi, Aleksandr Morozévitx, Aleksei Xírov i Piotr Svídler hi han participat en els darrers anys.